# Laboum
Laboum (Hangul: 라붐, được cách điệu là LABOUM) là một nhóm nhạc nữ Hàn Quốc do công ty NH Media và Nega Network thành lập năm 2014 và quản lý. Nhóm gồm 4 thành viên: Soyeon, ZN, Haein và Solbin. Thành viên Yulhee rời nhóm vào tháng 11 năm 2017. Tên của nhóm có nghĩa là "bữa tiệc" trong tiếng Pháp. Yujung rời nhóm vào tháng 9 năm 2021 sau 7 năm.

## Lịch sử

### 2014: Ra mắt vớiPetit Macaron
Vào tháng 8 năm 2014, NH Media và Nega Network thông báo sẽ hợp tác cho ra mắt nhóm nhạc nữ Laboum gồm những thực tập sinh đã được đào tạo trong 4 năm. Nhóm được xem như là em gái của Brown Eyed Girls (cùng công ty quản lý). Laboum phát hành debut EP Petit Macaron vào 28 tháng 8 năm 2014, sau khi phát hành video âm nhạc của họ cho ca khúc chủ đề "Pit- A-Pat" ngày hôm trước. Bài hát được viết bởi Seo Ji-eum, được biết đến với nhiều hit như "Electric Shock" của f(x) và "Twinkle" của TaeTiSeo, và sáng tác bởi Jung Jae-Yeob.
Ngày 24 tháng 10, Laboum thông báo rằng họ sẽ trở lại với Petit Macaron DATA PACK - một Petit Macaron tái phát hành với nội dung kỹ thuật số phụ, và được làm lại ca khúc "What About You?". Ngày 31 tháng 10, nhóm đã tổ chức một buổi biểu diễn comeback trên Music Bank và phát hành video âm nhạc của bài hát.

### 2015:Sugar SugarvàAALOW AALOW
Vào ngày 16, Laboum công bố rằng họ sẽ trở lại với một phong cách trưởng thành hơn trong "Sugar Sugar",  nó đi kèm EP, và video âm nhạc được phát hành vào ngày 14.
Ngày 26 tháng 11 năm 2015, Laboum tải lên một teaser video âm nhạc cho sự trở lại của single "Aalow Aalow" kênh YouTube chính thức của nhóm. Đoạn video đã được phát hành vào ngày 01 tháng 12. Vào ngày 04 tháng 12, Laboum đã tổ chức một sân khấu trở lại cho "Aalow Aalow" trên Music Bank . EP đã được chính thức phát hành vào ngày 6.

### 2016: chiến dịch Makestar,Fresh AdventurevàLove Sign
Ngày 15 Tháng Hai năm 2016, Laboum tung ra một chiến dịch để tài trợ cho video âm nhạc sắp tới của họ trên nền tảng gây quỹ quần chúng Makestar. Trong số các phần thưởng khác, nhóm này đưa ra một "Nhà sản xuất danh dự" tiêu đề trong các khoản tín dụng video âm nhạc cho những người tặng hơn một số tiền nhất định. Chiến dịch đạt mục tiêu $8261 chỉ trong bốn giờ. Chiến dịch cuối cùng nâng lên 27.832 $ -. 336,9% mục tiêu ban đầu của nó. Laboum phát hành video âm nhạc cho "Journey to Atlantis" và đi kèm EP Fresh Adventure vào ngày 06 tháng 4 năm 2016.  Ngày 09 tháng 8 năm 2016, Laboum công bố sự trở lại sắp tới. Sau nhiều dự đoán họ phát hành video âm nhạc cho "Shooting Love" và nó đi kèm EP Love Sign vào ngày 23 tháng 8 năm 2016.

### 2017: Chiến thắng đầu tiên với Hwi Hwi, Yulhee rời nhóm
Ngày 28 Tháng 4, Nhóm giành được giải thưởng đầu tiên trên chương trình âm nhạc Music Bank với ca khúc Hwi Hwi. Đây là một chiến thắng sau bao năm luôn cố gắng và quảng bá chăm chỉ, đây cũng là một ngày đáng nhớ với LATTE - fan LABOUM! Tuy nhiên một số netizen cho rằng đây là một chiến thắng gian lận. Vì ngay tuần sau Hwi Hwi đã tụt xuống hạng 49.
Ngày 3 tháng 11, Yulhee thông báo rời nhóm và công ty vì không muốn tiếp tục hoạt động trong làng giải trí. Sau này cư dân mạng mới biết rằng, vì cô đã mang bầu và yêu nhau với thành viên của FT Island, Choi Minhwan.

### 2021: Lội ngược dòng với Journey To Atlantis, Yujeong kết thúc hợp đồng và rời nhóm
Nhờ vào hiệu ứng Rollin' của Brave Girls cũng như bài Journey To Atlantis được hát trên show thực tế How Do You Play tập 92 có sự xuất hiện của nhiều nghệ sĩ nổi tiếng như Yoo Jaesuk và bài hát lập tức lội ngược dòng lên top 1 bảng xếp hạng Bugs và trong top 100 các bảng xếp hạng khác như Genie, Melon,.. Các cô gái đã quyết định biểu diễn lại tại các show thực tế cũng như 1 stage đặc biệt trên Music Core, và lượt xem cũng chạm mốc triệu view để cảm ơn khán giả cũng như Latte đã tạp phép màu cho họ.
Vào tháng 9, khi kết thúc hợp đồng Yujeong đã quyết định không tái ký nữa vì lí do cá nhân cũng như quá tuyệt vọng vào công ty nên cô quyết định rời nhóm. LABOUM tiêp tục hoạt động với 4 thành viên khi cả 4 đều ký tiếp với công ty mới và ngày 3 tháng 11 họ trở lại với 1 album mới mang tên "Blossom". Thành viên ZN cũng quyết định sử dụng tên thật của mình làm nghệ danh là Jinye để thuận tiện cho việc đóng phim.

## Thành viên
| Nghệ danh           | Nghệ danh | Tên khai sinh | Tên khai sinh | Tên khai sinh | Tên khai sinh     | Ngày sinh         | Nơi sinh                               | Vai trò                                                                 |
| Latinh              | Hangul    | Latinh        | Hangul        | Hanja         | Hán-Việt          | Ngày sinh         | Nơi sinh                               | Vai trò                                                                 |
| Thành viên hiện tại |           |               |               |               |                   |                   |                                        |                                                                         |
| Soyeon              | 소연      | Jung Soyeon   | 정소연        | 鄭昭娟        | Trịnh Chiêu Quyên | 4 tháng 5, 1994   | Gwangju, Jeolla Nam, Hàn Quốc          | Main Vocal                                                              |
| Jinyea              | 지엔      | Bae Jinyea    | 배진예        | 裵津銳        | Bùi Tân Duệ       | 9 tháng 6, 1994   | Bucheon, Gyeonggi, Hàn Quốc            | Main Dancer, Sub Vocal                                                  |
| Haein               | 해인      | Yeom Haein    | 염해인        | 廉海仁        | Liêm Hải Nhân     | 19 tháng 5, 1995  | Ojeong-gu, Bucheon, Gyeonggi, Hàn Quốc | Lead Dancer, Sub Vocal                                                  |
| Solbin              | 솔빈      | Ahn Solbin    | 안솔빈        | 安率濱        | An Suất Tân       | 19 tháng 8, 1997  | Seongnam, Gyeonggi, Hàn Quốc           | Face of the Group, Main Rapper, Visual, Lead Vocal, Lead Dancer, Maknae |
| Thành viên cũ       |           |               |               |               |                   |                   |                                        |                                                                         |
| Yujeong             | 유정      | Kim Yujeong   | 김유정        | 金柔廷        | Kim Nhu Đình      | 14 tháng 2, 1992  | Majang-dong, Seoul, Hàn Quốc           | Leader, Lead Vocal, Lead Rapper                                         |
| Yulhee              | 율희      | Kim Yulhee    | 김율희        | 金律喜        | Kim Luật Hi       | 27 tháng 11, 1997 | Bucheon, Gyeonggi, Hàn Quốc            | Main Rapper, Main Dancer, Sub Vocal, Maknae                             |

## Danh sách đĩa nhạc

### Đĩa mở rộng
| Tựa đề         | Chi tiết album | Xếp hạng | Doanh số       |
| Tựa đề         | Chi tiết album | KOR      | Doanh số       |
| -------------- | --- | -------- | -------------- |
| Love Sign      | - Ngày phát hành: 23 tháng 8 năm 2016 - Hãng đĩa: NH Media, Nega Network, LOEN Entertainment - Định dạng: CD, kĩ thuật số tải Danh sách bài hát 1. Shooting Star 2. Shooting Love (푱푱) 3. Ding Dong (딩동) 4. Oops (달콤하게) 5. Like U Love U feat. Yun | 13       | - KOR: 3,333+  |
| Miss This Kiss | - Ngày phát hành: 17 tháng 4 năm 2017 - Hãng đĩa: NH Media, Nega Network, Interpark, Windmill Entertainment - Định dạng: CD, kĩ thuật số tải | 1        | - KOR: 31,472+ |

### Album đĩa đơn
| Tựa đề          | Chi tiết album | Xếp hạng | Doanh số      |
| Tựa đề          | Chi tiết album | KOR      | Doanh số      |
| --------------- | --- | -------- | ------------- |
| Petit Macaron   | - Ngày phát hành: 28 tháng 8 năm 2014 - Hãng đĩa: NH Media, Nega Network, CJ E&M - Định dạng: CD, digital download Danh sách bài hát 1. Pit a Pat (두근두근) 2. La li:Lalala (주문을 풀어) 3. What About You (어떡할래)                                           | 15       | - KOR: 870+   |
| Petit Macaron   | - Phát hành lại: 3 tháng 11 năm 2014 (Petit Macaron: Data Pack) - Hãng đĩa: NH Media, Nega Network, CJ E&M - Định dạng: CD, digital download Danh sách bài hát 1. Pit a Pat (두근두근) 2. La li:Lalala (주문을 풀어) 3. What About You (어떡할래) 4. Winter Party | 25       | - KOR: 608+   |
| Sugar Sugar     | - Phát hành: 27 tháng 3 năm 2015 - Hãng đĩa: NH Media, Nega Network, CJ E&M - Định dạng: CD, digital download Danh sách bài hát 1. Sugar Sugar (슈가슈가) 2. Happy Joke (장난햅) 3. Fantasy                                                                       | 17       | - KOR: 1,091+ |
| Aalow Aalow     | - Phát hành: 6 tháng 12 năm 2015 - Hãng đĩa: NH Media, Nega Network, CJ E&M - Định dạng: CD, digital download Danh sách bài hát 1. Intro 2. Aalow Aalow (아로아로) 3. Tasty                                                                                       | 26       | - KOR: 1,592+ |
| Fresh Adventure | - Ngày phát hành: 6 tháng 4 năm 2016 - Hãng đĩa: NH Media, Nega Network, Interpark, Windmill Entertainment - Định dạng: CD, digital download Danh sách bài hát 1. Intro 2. Journey to Atlantis (상상더하기) 3. Strike Out 4. Caterpillar                          | 9        | - KOR: 2,150+ |

## Giải thưởng và đề cử

### Giải thưởng trên chương trình âm nhạc

#### Music Bank
| Năm  | Ngày       | Bài hát   | Điểm |
| ---- | ---------- | --------- | ---- |
| 2017 | 28 tháng 4 | "Hwi Hwi" | 4546 |